# Mira Sorvino
Mira Sorvino (Tenafly, New Jersey, 28. rujna 1967.) američka je filmska i televizijska glumica, dobitnica Oscara za najbolju sporednu glumicu (1995. godine), kao i brojnih drugih nagrada.

## Životopis
Mira Sorvino je kćer glumca i redatelja Paula Sorvina i glumice Lorraine Davis. Najstarija je od njihovo troje djece. Diplomirala je političke znanosti na Harvardskom sveučilištu. Tijekom studija provela je godinu dana u Pekingu, gdje je usavršavala znanje kineskog jezika. Nakon diplome Sorvino je preselila u New York, gdje je 1993. debitirala na filmu u drami Među prijateljima. Nakon manje uloge u Redfordovom Kvizu, dobila je ulogu prostitutke Linde u komediji Woodyja Allena Moćna Afrodita iz 1995. godine. Film joj je donio popularnost i Oscara za najbolju sporednu glumicu.
Daljnja karijera Mire Sorvino uključuje uloge u filmovima Mimic, Prijateljice, Na prvi pogled te Zvuk slobode.
S 13 godina mlađim glumcem Christopherom Backusom u braku je od 2004. godine. Par ima kćer i dva sina.

## Vanjske poveznice
- Mira Sorvino u internetskoj bazi filmova IMDb-u (engl.)